# Stephan Volkert
Stephan Volkert, född den 7 augusti 1971 i Köln i Tyskland, är en tysk roddare.
Han tog OS-brons i scullerfyra i samband med de olympiska roddtävlingarna 2000 i Sydney.